# (21648) Gravanschaik
(21648) Gravanschaik est un astéroïde de la ceinture principale d'astéroïdes.

## Description
(21648) Gravanschaik est un astéroïde de la ceinture principale d'astéroïdes. Il fut découvert le 12 juillet 1999 à Socorro (Nouveau-Mexique) par le projet LINEAR. Il présente une orbite caractérisée par un demi-grand axe de 2,60 UA, une excentricité de 0,23 et une inclinaison de 11,5° par rapport à l'écliptique.

## Compléments